# Delfinópolis
Delfinópolis is een gemeente in de Braziliaanse deelstaat Minas Gerais. De gemeente telt 6.954 inwoners (schatting 2009).

## Aangrenzende gemeenten
De gemeente grenst aan Cássia, Ibiraci, Passos, Sacramento, São João Batista do Glória en São Roque de Minas.
Dicht bij Delfinópolis ligt het Nationaal park Serra da Canastra.